# Érasme-Louis Surlet de Chokier
 (septembre 2022).
Si vous disposez d'ouvrages ou d'articles de référence ou si vous connaissez des sites web de qualité traitant du thème abordé ici, merci de compléter l'article en donnant les références utiles à sa vérifiabilité et en les liant à la section « Notes et références ».
Érasme-Louis Surlet de Chokier, né le 27 novembre 1769 à Liège et mort le 7 août 1839 à Gingelom, est un homme politique liégeois (du comté de Looz), puis, en fonction des changements de frontières, français, néerlandais et finalement belge.
Après la révolution belge puis la déclaration de l'indépendance de la Belgique le 4 octobre 1830, il est choisi pour présider le Congrès national et sera élu le 25 février 1831 comme régent du royaume de Belgique jusqu'au 21 juillet suivant, date de l'accession au trône du premier roi des Belges Léopold Ier.
Il est membre de la noblesse belge avec le titre de baron.

## Biographie

### Période liégeoise
Lors de la révolution liégeoise, contrepartie de la Révolution française, il s’engage à 20 ans dans l’armée des patriotes liégeois qui en 1789 chasse le prince-évêque de Liège, François-Antoine-Marie de Méan. Mais il doit fuir à Breda, dans les Provinces-Unies, lors du retour des Autrichiens et du prince-évêque en 1793. Après la défaite autrichienne, le départ définitif du prince-évêque et l'installation des troupes françaises dans la principauté de Liège, il retourne à Gingelom dans le comté de Looz.

### Période française
Il est un grand partisan de la Révolution française de 1789 et ensuite de Napoléon Ier. Sous la première république, il est bourgmestre de Gingelom, membre du Directoire du département de la Meuse-Inférieure en 1797 puis membre du Conseil général de ce même département deux ans plus tard. Il est enfin député du département de la Meuse-Inférieure au Corps législatif du Premier Empire du 6 janvier 1813 au 4 juin 1814.

### Période néerlandaise
Après la défaite de Napoléon à Waterloo, le congrès de Vienne crée le royaume uni des Pays-Bas en associant certains des anciens départements réunis (majoritairement catholiques) à l'ancienne république des Provinces-Unies (majoritairement protestante). Surlet de Chokier devient député aux états généraux qui siègent à La Haye, en tant que chef de l’opposition des « Pays-Bas du Sud ». Il récupère son titre de baron (qu'il avait abjuré sous le Directoire) en 1817, mais il est tellement critique et véhément dans son opposition au régime du roi Guillaume d'Orange-Nassau qu’on le surnomme rapidement « Surlet le Choquant ». À tel point que Guillaume Ier veille personnellement à ce qu’il ne soit plus membre du Parlement jusqu’en 1828.

### Période belge
Après la révolution belge puis la déclaration de l'indépendance de la Belgique le 4 octobre 1830, il est choisi pour présider le Congrès national qui élit un prince français, le duc de Nemours, pour régner sur la Belgique. Face à la pression de l'Angleterre, le roi des Français Louis-Philippe Ier refuse de laisser son fils accéder au trône de Belgique, ce qui entraîne la fin du gouvernement provisoire. Le Congrès national l'élit alors, le 24 février 1831, régent du royaume de Belgique, poste qu'il occupe du 25 février jusqu'au 21 juillet suivant, date de l'accession au trône de Léopold Ier.
Rattachiste (en faveur de la France), car persuadé que la Belgique n'a guère d'avenir, sa politique extérieure s'appuie uniquement sur l'alliance avec la France, raison pour laquelle il avait soutenu la candidature du duc de Nemours au trône de Belgique, s'opposant en cela à Joseph Lebeau ou Paul Devaux. Le refus du roi des Français, Louis-Philippe, de laisser son fils accéder à la fonction royale laisse le régent dans l'incapacité de déterminer la politique à suivre. Il forme un premier gouvernement qui se disloque rapidemment. Il fait ensuite appel à Étienne de Sauvage pour former son deuxième gouvernement et celui-ci impose Joseph Lebeau et son ami Paul Devaux.
Il se retire ensuite dans son domaine de Gingelom, dans l'actuelle province de Limbourg, où il exerce la fonction de bourgmestre et élève des moutons mérinos jusqu'à la fin de sa vie, le 7 août 1839, soit juste après la signature du traité des XXIV articles qui impose la scission du Limbourg (Gingelom restant du côté belge de la frontière).

## Héraldique
| Armoiries de la famille Surlet de Chokier | Armoiries de la famille Surlet de Chokier |
| ----------------------------------------- | --- |
|                                           | Blasonnement :d'or au sautoir de gueules. Ornements extérieurs : casque couronné. Cimier : un buste d'homme habillé aux armes de l'écu. Tenants : deux sauvages de carnation ceints et couronnés de lierre, armés de massues tenant chacun une bannière aux armes de l'écu. |